# Feel My Heart
「Feel My Heart」（フィール・マイ・ハート）は、日本の音楽ユニット・Every Little Thingの1作目のシングル。

## 概要
- デビューシングル。
- ボーカルの持田香織とギターの伊藤一朗は、この曲がレコーディングされた時点では互いに対面すらしたことがなかった。
- PVの撮影はロサンゼルスで行われた。
- 発売から1か月後、テレビ朝日系『ミュージックステーション』に初出演し、これがメディア初登場となった。
- 1998年にDOMINOによってカバーされた（ユーロビートのコンピレーションアルバム『SUPER EUROBEAT VOL.90』に収録されている）。

## 収録曲
| 全作曲・編曲: 五十嵐充。 |                                          |           |            |                    |      |
| #                        | タイトル                                 | 作詞      | 作曲・編曲 | リミックス         | 時間 |
| 1.                       | 「Feel My Heart」                        | 五十嵐充  | 五十嵐充   |                    | 4:27 |
| 2.                       | 「Feel My Heart (DAVERODGERS EURO MIX)」 | 五十嵐充  | 五十嵐充   | デイブ・ロジャース | 4:39 |
| 3.                       | 「Feel My Heart (CLUB MIX)」             | 五十嵐充  | 五十嵐充   | 五十嵐充           | 6:30 |
| 4.                       | 「Feel My Heart (INSTRUMENTAL)」         |           | 五十嵐充   |                    | 4:24 |
| 合計時間:                | 合計時間:                                | 合計時間: | 合計時間:  | 20:00              |      |

### 解説
1. Feel My Heart
2. Feel My Heart (DAVERODGERS EURO MIX)
表題曲のリミックスバージョン。
3. Feel My Heart (CLUB MIX)
表題曲のリミックスバージョン。
4. Feel My Heart (INSTRUMENTAL)
表題曲のインストゥルメンタルバージョン。

## 参加ミュージシャン
Every Little Thing
- 持田香織：Vocals
- 伊藤一朗：Guitar
- 五十嵐充：Keyboards & Programmed

## タイアップ
- ヴァーナル『ナチュラルファインセット』CMソング (#1)
- TBS系列音楽番組『COUNT DOWN TV』1996年8月度エンディングテーマ (#1)

## 楽曲の収録アルバム
Feel My Heart
- 『everlasting』※リアレンジされて収録。
- 『Every Best Single +3』
- 『Every Best Single 〜COMPLETE〜』
- 『Every Best Single 2 ～MORE COMPLETE～』
- 『Every Best Single 2 〜Early period〜』